# Фридрихштадт (линейный корабль, 1720)
Фридрихштадт — парусный линейный корабль 1 ранга, спущенный на воду в 1720 году.

## История строительства
Заложен на стапеле верфи Санкт-Петербургского Адмиралтейства 22 января 1716 г., спущен на воду 1 мая 1720. Строил корабль корабельный мастер Ричард Броун
Второй 90-пушечный корабль Русского флота, после корабля Лесное. Нёс на трёх деках до 90 пушек калибра от 6 до 24 фунтов.

## Обстоятельства вывода из состава флота
Разобран в 1736 году в Кронштадте.